# Портленд Торнс
«Портленд Торнс» (англ. Portland Thorns FC) — американский женский футбольный клуб из Портленда (Орегон), выступающий в Национальной женской футбольной лиге (NWSL). Домашний стадион — «Провиденс Парк» (общий с мужским футбольным клубом «Портленд Тимберс»). Клуб основан в 2012 году, первый матч провёл 21 апреля 2013 года. Трёхкратный чемпион Национальной женской футбольной лиги (2013, 2017, 2022), обладатель Женского международного кубка чемпионов (2021), двукратный победитель регулярного сезона NWSL (2016, 2021), победитель Осенней серии 2020 года и Кубка вызова NWSL 2021 года.

## История
Интересу к женскому футболу в Портленде способствовали успехи женской сборной Портлендского университета. Кроме того, в отличие от многих других крупных городов США, в городе действовал только один спортивный клуб, относящийся к высшим профессиональным лигам — баскетбольный «Портленд Трэйл Блэйзерс», в 2000 году пробившийся в финал Западной конференции НБА. Эти обстоятельства подготовили почву к появлению в Портленде профессионального женского футбольного клуба.
В 2012 году к Мерритту Полсону, владельцу выступающего в MLS мужского футбольного клуба «Портленд Тимберс», обратился президент Федерации футбола США Сунил Гулати с предложением о создании женской команды. Об основании клуба «Портленд Торнс» было объявлено в ноябре того же года. Он стал частью Национальной женской футбольной лиги (NWSL), сменившей распавшуюся в январе 2012 года Women’s Professional Soccer.
Популярность «Тимберс» в Портланде привела к тому, что и у «Торнс» появилось значительное количество болельщиков. Уже на их дебютной игре в NWSL 21 апреля 2013 года присутствовали почти 16,5 тысяч болельщиков, а средняя посещаемость стадиона «Провиденс Парк» в этом сезоне на матчах женской команды составила 13 320 человек — лучший показатель в лиге (общая средняя посещаемость по лиге составляла 4271 зрителя). Под руководством тренера Синди Парлоу-Коун клуб из Портленда стал первым чемпионом NWSL, победив в финальной игре «Вестерн Нью-Йорк Флэш» со счётом 2:0.
Парлоу покинула клуб после первого сезона, и следующие два года команду тренировал Пол Райли, с которым ей не удавалось повторить первый успех. Тем не менее «Торнс» продолжали пользоваться популярностью среди болельщиков. В то время как средняя посещаемость по лиге упала, у портлендского клуба она оставалась практически неизменной, и в конце сезона 2014 года на матче против «Хьюстон Дэш» был установлен новый рекорд посещаемости лиги, ставший также десятым результатом по количеству зрителей за всю историю мирового женского клубного футбола. В сезоне 2015 года средняя посещаемость на домашних матчах превысила 15 тысяч человек и не опускалась ниже этой отметки в следующие четыре сезона.
В 2016 году Пола Райли сменил на посту главного тренера клуба британец Марк Парсонс. Под его руководством «Торнс» в том же году выиграли регулярный сезон, а на следующий год вторично стали чемпионами NWSL, обыграв в финальном матче со счётом 1:0 «Норт Каролайна Кураж». В сезоне 2018 года эти же две команды снова встретились в финале, но на этот раз «Норт Каролайна» победила со счётом 1:0. По итогам этого сезона приз самому полезному игроку лиги впервые достался футболистке «Портленда» — ей стала Линдси Хоран.
В 2019 году на играх «Торнс» был установлен новый рекорд посещаемости — на первом домашнем матче на только что отремонтированном стадионе присутствовал 19 461 зритель. Тем не менее этот сезон стал для клуба самым неудачным с 2015 года — «Портленд» проиграл в полуфинале плей-офф «Чикаго Ред Старз». В 2020 году в связи с пандемией COVID-19 сезон NWSL был отменён. Вместо этого клубы лиги провели летом Кубок вызова, где «Торнс» выбыли из борьбы в полуфинале. Осеннюю серию игр, в которой клубы играли между собой в подгруппах, «Портленд» выиграл с тремя победами и одной ничьей.
В 2021 году после победы в серии пенальти в финальном матче клуб завоевал Кубок вызова, в августе добавил к этому титулу победу в Международном женском кубке чемпионов, обыграв в финале «Олимпик Лион», а осенью во второй раз в своей истории стал победителем регулярного сезона лиги.
В 2022 году был опубликован отчёт, рассматривавший историю сексуальных домогательств и использования служебного положения тренерами NWSL. Одним из основных фигурантов скандала стал бывший тренер «Портленда» Пол Райли, показания против которого давали две бывших футболистки «Торнс». Авторы отчёта отмечали, что руководство «Портленда» пыталось препятствовать расследованию. В конце сезона «Торнс» упустили возможность во второй раз подряд окончить регулярный сезон во главе таблицы, в последнем туре сыграв вничью с «Готэмом» матч, в котором вели со счётом 3:1. Однако клуб успешно выступил в плей-офф и завоевал третий за историю чемпионский титул. Игрок «Портленда» София Смит была признана самым ценным игроком лиги.

## Титулы и награды
- Чемпионы Национальной женской футбольной лиги — 2013, 2017, 2022
- Обладатели Женского международного кубка чемпионов — 2021
- Серебряные призёры Национальной женской футбольной лиги — 2018
- Победители регулярного сезона Национальной женской футбольной лиги — 2016, 2021
- Победители Осенней серии игр — 2020
- Обладатели Кубка вызова Национальной женской футбольной лиги — 2021

## Состав
| 24 | Флаг США       | Вр  | Адрианна Франч    | 1990 |  |  |  |  |
| 31 | Флаг США       | Вр  | Белла Биксби      | 1995 |  |  |  |  |
| 33 | Флаг США       | Вр  | Бритт Эккерстром  | 1993 |  |  |  |  |
|    |                |     |                   |      |  |  |  |  |
| 4  | Флаг США       | Защ | Бекки Сауэрбранн  | 1985 |  |  |  |  |
| 5  | Флаг США       | Защ | Эмили Менгес      | 1992 |  |  |  |  |
| 15 | Флаг США       | Защ | Мэдисон Погарч    | 1997 |  |  |  |  |
| 18 | Флаг США       | Защ | Кристен Уэстфал   | 1993 |  |  |  |  |
| 20 | Флаг США       | Защ | Келли Хабли       | 1994 |  |  |  |  |
| 25 | Флаг США       | Защ | Меган Клингенберг | 1988 |  |  |  |  |
| 35 | Флаг США       | Защ | Габби Сейлер      | 1994 |  |  |  |  |
| 39 | Флаг США       | Защ | Миган Налли       | 1999 |  |  |  |  |
|    | Флаг Финляндии | Защ | Наталья Куликка   | 1995 |  |  |  |  |
|    |                |     |                   |      |  |  |  |  |

| 10 | Флаг США        | ПЗ  | Линдси Хоран    | 1994 |  |  |  |  |
| 11 | Флаг Коста-Рики | ПЗ  | Рокки Родригес  | 1993 |  |  |  |  |
| 19 | Флаг США        | ПЗ  | Кристал Данн    | 1992 |  |  |  |  |
| 30 | Флаг США        | ПЗ  | Селест Бурей    | 1994 |  |  |  |  |
| 36 | Флаг США        | ПЗ  | Анджела Сейлем  | 1988 |  |  |  |  |
| 37 | Флаг США        | ПЗ  | Эмили Огл       | 1996 |  |  |  |  |
|    |                 |     |                 |      |  |  |  |  |
| 9  | Флаг США        | Нап | София Смит      | 2000 |  |  |  |  |
| 12 | Флаг Канады     | Нап | Кристин Синклер | 1983 |  |  |  |  |
| 22 | Флаг США        | Нап | Морган Уивер    | 1997 |  |  |  |  |
| 34 | Флаг США        | Нап | Тайлер Ласси    | 1995 |  |  |  |  |
| 38 | Флаг США        | Нап | Симон Чарли     | 1995 |  |  |  |  |
| 40 | Флаг США        | Нап | Марисса Эверетт | 1997 |  |  |  |  |

Тренерский состав
- Марк Парсонс — главный тренер
- Рич Ганни — помощник тренера
- Софи Клаф — помощник тренера